# Stazione di Sakamachi
La Stazione di Sakamachi (坂町駅?, Sakamachi-eki) è un'importante stazione ferroviaria della città di Murakami, nella prefettura di Niigata della regione del Koshinetsu, sulla linea principale Uetsu e termine per la linea Yonesaka della JR East.

## Linee e servizi
East Japan Railway Company
■ Linea principale Uetsu
■ Linea Yonesaka

## Struttura
La stazione è costituita da un marciapiede laterale e due a isola, con cinque binari passanti totali, collegati da una passerella sopraelevata al fabbricato viaggiatori. Nella stazione si trovano servizi, biglietteria automatica e presenziata (questa aperta dalle 6:00 alle 21:30), una sala d'attesa e un chiosco. Grazie alle scale mobili e agli ascensori installati, inoltre la struttura è accessibile ai disabili.
| 1 | ■ Linea Yonesaka         | per Oguni e Yonezawa  |
| 2 | ■ Linea principale Uetsu | per Niitsu e Niigata  |
| 3 | ■ Linea principale Uetsu | per Murakami e Sakata |
| 3 | ■ Linea Yonesaka         | per Oguni e Yonezawa  |
| 4 | ■ Linea principale Uetsu | Binario di servizio   |
| 4 | ■ Linea Yonesaka         | per Oguni e Yonezawa  |

## Stazioni adiacenti
| «                      | Servizio                       | »                      |
| Linea principale Uetsu | Linea principale Uetsu         | Linea principale Uetsu |
| ---------------------- | ------------------------------ | ---------------------- |
| Hirakida               | Locale                         | Hirabayashi            |
| Nakajō                 | Rapido Rakuraku Train Murakami | Murakami               |
| Nakajō                 | Rapido Benibana                | Echigo-Ōshima          |
| Linea Yonesaka         |                                |                        |
| Echigo-Ōshima          | Locale                         | Capolinea              |
| Echigo-Ōshima          | Rapido Benibana                | Nakajō                 |